# 八幡修身
八幡 修身（やわたおさみ、1950年 - ）は、日本の指揮者。

## 経歴
長野県岡谷市出身。明星大学経済学部を経て桐朋学園で小沢征爾や秋山和慶・尾高忠明らに師事した。後ウィーンでカール・エスターライヒャーにも学ぶ。亡き父は日本大学芸術学部作曲科を卒業した後、埼玉県所沢市に「八幡リード楽器」という会社を興して経営。弟はミュージカル作品の作曲家として活躍する八幡茂。
レパートリーは非常にオーソドックスで、ハイドンなどのスタンダード・クラシックが得意。器楽合奏指揮のみならず、合唱指揮者としてもコンクールなどで活躍。指揮活動の傍ら父の楽器店を引き継ぎ、ライアーやナリンダ・コード・ピンタレストなどの音楽療法の楽器の研究もしている。